# 7-Dehidroholesterol
7-Dehidroholesterol je zoosterol koji deluje u serumu kao prekurzor holesterola, i konvertuje se u vitamin D3 u koži, te stoga funkcioniše kao provitamin-D3. Prisustvo ovog jedinjenja u ljudskoj koži omogućava formiranje vitamin D3 dejstvom ultraljubičastih zraka iz sunčeve svetlosti, preko jednog intermedijernog izomera previtamina D3. On je takođe prisutan u mleku više vrsta sisara. Kod insekata on je prekurzor hormona ekdizona, koji je neophodan da bi dosegli odraslo doba.